# 2012 dans l'Union européenne
Chronologie de l’Union européenne
- 2008
- 2009
- 2010
- 2011
- 2012
- 2013
- 2014
- 2015
- 2016

Cette page concerne l'année 2012 du calendrier grégorien.

## Institutions européennes
- Président du Conseil - Herman Van Rompuy
- Président de la Commission - José Manuel Barroso, Parti populaire européen
- Présidence du Conseil - Danemark (Jan-Juin) et Chypre (Juil-Déc)
- Président du Parlement - Martin Schulz
- Haut Représentant - Catherine Ashton

## Chronologie

### Janvier 2012
- 1er janvier 2012 : début de la septième présidence danoise du Conseil de l'Union européenne

### Février 2012
- x

### Mars 2012
- 1er mars 2012 : début de la réunion du Conseil européen
- 2 mars 2012 : début de la réunion du Conseil européen. Les chefs d’État et de gouvernement décide qu'Herman Van Rompuy sera reconduit dans ses fonctions à la fin de son premier mandat.

### Avril 2012
- x

### Mai 2012
- 31 mai 2012 : fin du premier mandat d'Herman Van Rompuy

### Juin 2012
- 1er juin 2012 : début du second mandat d'Herman Van Rompuy
- 30 juin 2012 : fin de la septième présidence danoise du Conseil de l'Union européenne

### Juillet 2012
- 1er juillet 2012 : début de la première présidence chypriote du Conseil de l'Union européenne

### Août 2012
- x

### Septembre 2012
- x

### Octobre 2012
- 12 octobre 2012 : Le comité Nobel annonce que le prix Nobel de la paix 2012 est décerné à l'UE pour sa « contribution à l'avancement de la paix et de la réconciliation, la démocratie et les droits de l'homme en Europe ».

### Novembre 2012
- x

### Décembre 2012
- 31 décembre 2012 : fin de la première présidence chypriote du Conseil de l'Union européenne

## Compléments